# آنا ناگورنی
آنا ناگورنی (انگلیسی: Anna Nagurney؛ زادهٔ ۲۴ سپتامبر ۱۹۵۴) ریاضی‌دان، و اقتصاددان اهل ایالات متحده آمریکا است.
وی همچنین برندهٔ جوایزی همچون برنامه فولبرایت شده‌است. او از اعضای هیئت علمی دانشگاه ماساچوست در امهرست است.